# Calamagrostis holmii
Calamagrostis holmii là một loài thực vật có hoa trong họ Hòa thảo. Loài này được Lange mô tả khoa học đầu tiên năm 1887.